# Earthship

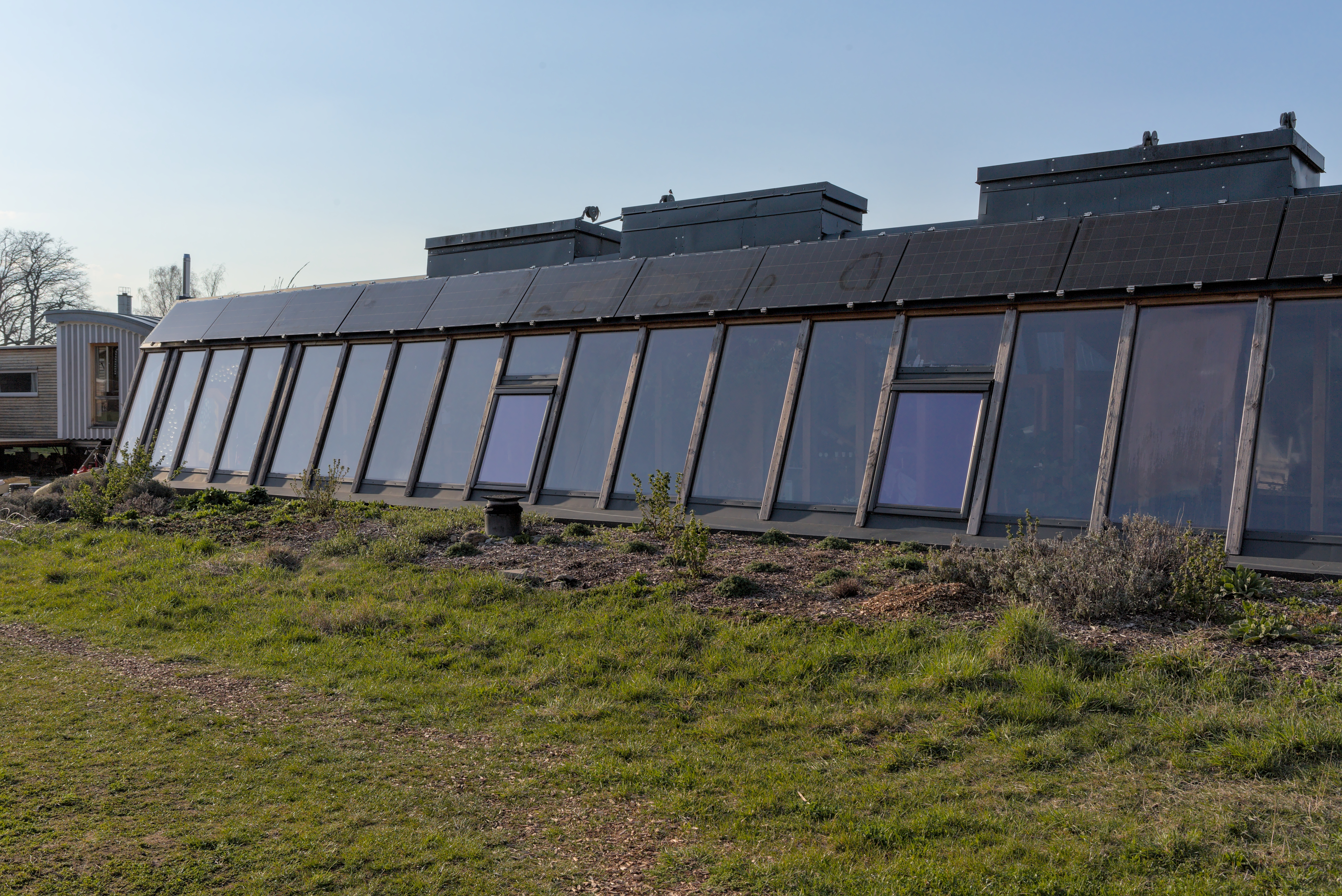
Earthship der Gemeinschaft und Zukunftswerkstatt Schloss Tempelhof, Kreßberg (Deutschland)

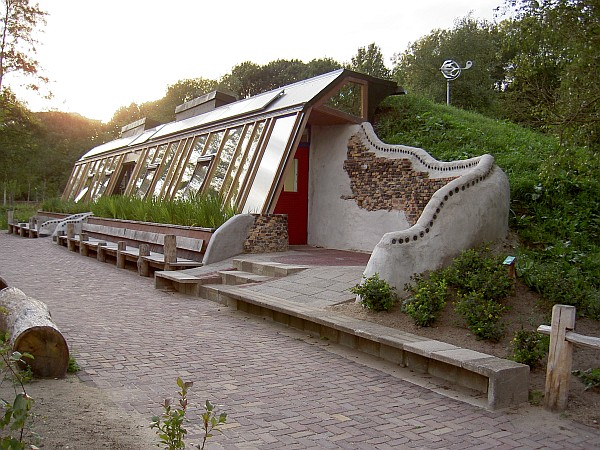
Earthship in Zwolle, Niederlande

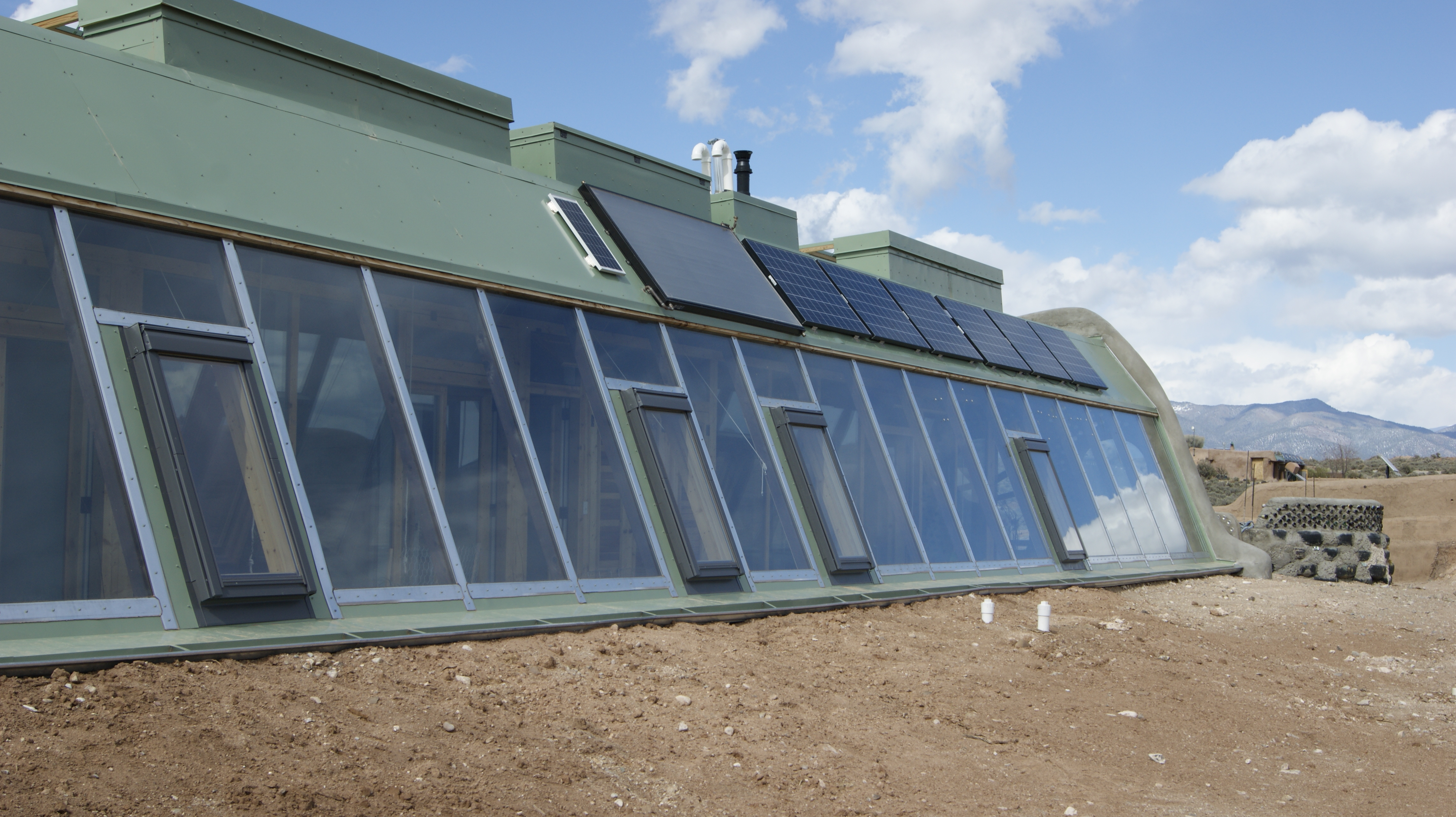
Earthship (Typ Global Model) in Taos, New Mexico

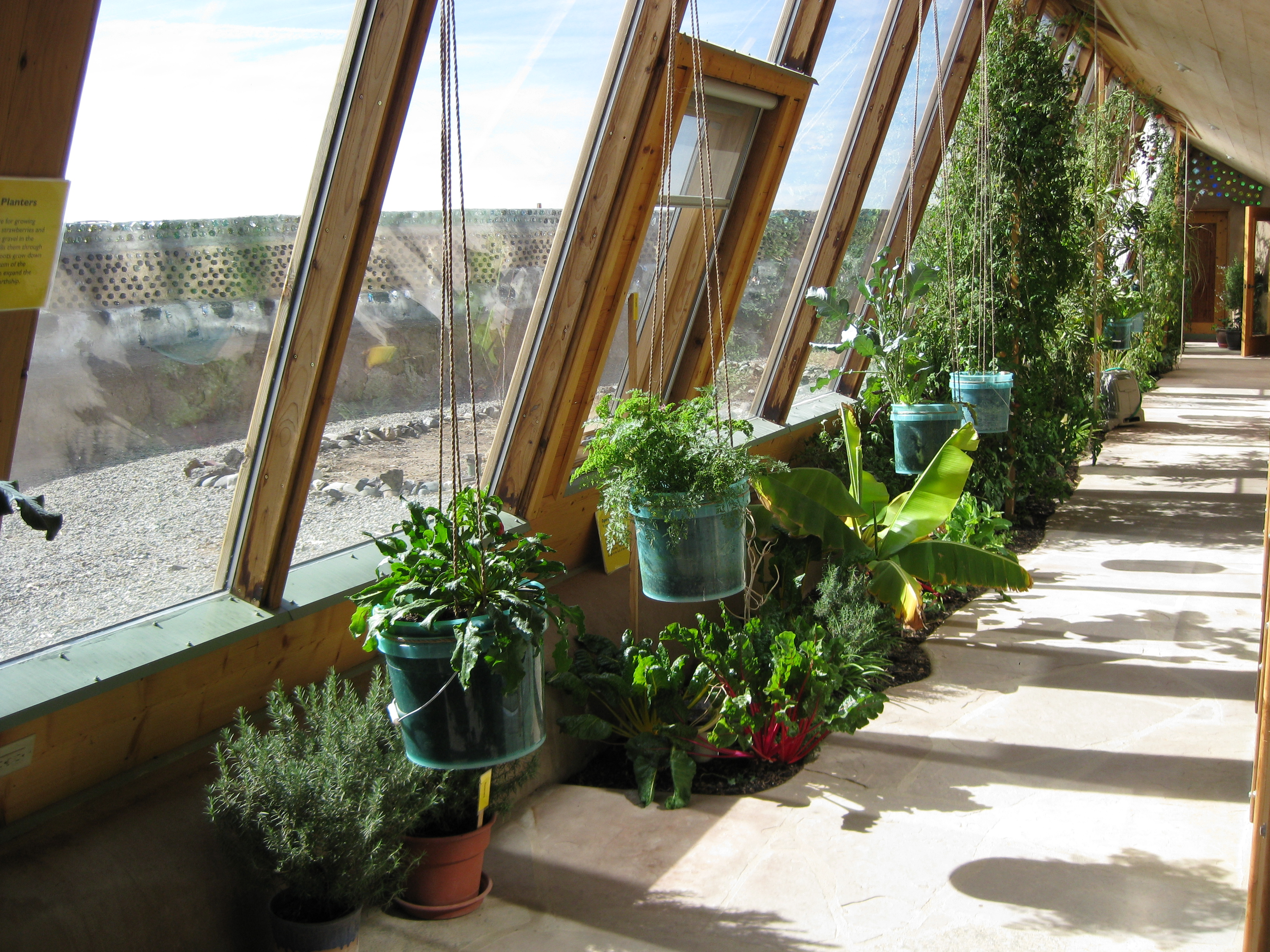
In der Pufferzone eines Earthships wachsen Obst, Gemüse und Kräuter

Earthship-Grundriss mit vertikaler Südfassade

Als Earthship (englisch für ‚Erdschiff‘) bezeichnet man Gebäude einer bestimmten Bauweise, die nur durch passive solare Wärmegewinne und die Speicherung dieser mittels Masse geheizt oder durch natürliche Luftzirkulation gekühlt werden. Sie zeichnen sich zudem durch eine weitgehende Nutzung natürlicher und recycelter Baustoffe sowie ihre völlige Autarkie hinsichtlich Wärme, elektrischer Energie, Wasser und Abwasser aus.

## Bau und Funktionsweise
Besonderes Merkmal ist die Verwendung von Zivilisationsabfällen als Baumaterial. So sind die geschlossenen Nord-, Ost- und Westwände fast immer aus gebrauchten Autoreifen aufgebaut. Diese sind wie Ziegelsteine im Verbund aufgeschichtet und mit komprimierter Erde gefüllt. Die so entstandene Wand dient als tragendes Bauteil und zudem durch ihre große, meist mehrere Tonnen schwere Masse als thermischer Speicher. Die der Sonne zugewandte Südfassade ist dagegen fast vollständig verglast. Die hier entstehenden solaren Wärmegewinne werden in den massiven Bauteilen über Tage und Wochen gespeichert, so dass keine klassische Heizung benötigt wird.
Für die autarke Wasserversorgung wird auf der Dachfläche Regenwasser gesammelt und in Zisternen gespeichert. Durch ein ausgeklügeltes System wird jeder Tropfen Wasser bis zu viermal verwendet. Dadurch ist eine autarke Wasserversorgung selbst in ariden Gebieten mit sehr geringen jährlichen Niederschlagsmengen und ohne weitere Wasserzufuhr von außen möglich. Das Regenwasser wird gefiltert und dient als Trink- oder Spülwasser. Anschließend wässert es ein im Haus befindliches Pflanzbeet und wird dadurch gesäubert. Das so aufbereitete Wasser dient wiederum als Toilettenspülung und wird schließlich über eine Klärgrube in ein neben dem Haus befindliches Pflanzbeet geleitet, wo letzte Verunreinigungen durch die Pflanzen herausgefiltert werden.

## Geschichte
Entwickelt wurde das Prinzip der Earthships in den 1970er Jahren vom amerikanischen Architekten Michael Reynolds. Erst etwa 30 Jahre später verbreitete sich das Konzept durch ein zunehmendes Bewusstsein für Klimaschutz und nachhaltige Baumethoden – auch außerhalb der Vereinigten Staaten.
Entworfen und vermarktet werden die Gebäude heute von Reynolds’ Unternehmen Earthship Biotecture in Taos, New Mexico. Neben der Planung und Erstellung der Gebäude werden auch Pläne und Bücher zum Selbstbau angeboten.

## Verbreitung
Im Jahr 2006 waren rund 2000 Earthships gebaut, mit zwei Ausnahmen alle in den Vereinigten Staaten. Mindestens 1000 weitere Gebäude basierten auf denselben Prinzipien, sind aber ohne die Mitwirkung von Michael Reynolds oder Earthship Biotecture entstanden.
Seither kamen Projekte in Kanada, Südamerika, der Karibik, Indien und Afrika hinzu. Außer Wohngebäuden entstanden auch Unterkünfte für Opfer von Naturkatastrophen in Haiti und Indien sowie eine Waldorfschule in Sierra Leone. Die Bauten berücksichtigen dabei die unterschiedlichen klimatischen Bedingungen der Standorte.
In Europa wurden Gebäude in den Niederlanden, Belgien, Frankreich, Spanien, Portugal, Großbritannien, Schweden, Island, Estland und der Tschechischen Republik realisiert.
Als erstes Projekt im deutschsprachigen Raum wurde ein Earthship im schwäbischen Ökodorf Tempelhof realisiert. Der Bau des 180-m²-Pioniers begann im September 2015 und wurde, insbesondere hinsichtlich der bauphysikalischen Eigenschaften, von der Universität Stuttgart wissenschaftlich begleitet. Um eine genehmigungsfähige Planung zu erreichen, wurde dabei, anders als in einem klassischen Earthship, auf die vollständige Nutzung von Regen- und Abwasser verzichtet. Trotz der Einschränkung wurden alle technischen Systeme eines typischen Earthships eingebaut, um eine vollständige Funktionsanalyse zu ermöglichen. Ferner erhielt das Gebäude, anders als bisherige Earthships, eine vollständige kapillarbrechende Bodendämmung aus Schaumglasschotter. Seit 2016 dient das Haus den 25 Bewohnern des umliegenden Wohnprojekts als Gemeinschaftsraum; die Baukosten beliefen sich auf 300.000 Euro.
Die Übertragung des Earthship-Prinzips ins feuchtkalte Klima Nordeuropas führte bei den ersten Projekten allerdings zu technischen Problemen, insbesondere mit Tauwasser. Der Bau und Betrieb des Earthships im britischen Brighton wurde deshalb vom Zentrum für nachhaltiges Bauen an der University of Brighton wissenschaftlich begleitet und dokumentiert.
Eine Bachelorarbeit am dänischen Via University College beschäftigt sich mit der Frage, inwieweit sich das Bauprinzip im nordischen Klima Dänemarks anwenden lässt.
In Feldkirchen in Kärnten soll April–Ende 2023 das erste Earthship Österreichs entstehen. Umgebaut wird das baufällige Bauernhaus am Permakulturhof am Wachsenberg. Seit 2019 plant Alexandra Margarita Sacher Santana, die nach ihrem Studium schon ein Earthship in Mexiko entworfen hat, als Bauherrin mit Ehemann Heinz Breschan und Architektin Sonja Gasparin. Der Behördenweg zur Baubewilligung war "langwierig".

## Systeme

### Wasser und Abwasser
Die Dachflächen von Earthships sind so konstruiert, dass sämtliche Niederschläge (Wasser, Schnee, Tau und Kondensation) in eine meist unterirdische Zisterne fließen. Dabei wird das Wasser zuerst durch einen Kiesfilter geleitet, um zu verhindern, dass grobe Verunreinigungen in die Zisterne gelangen. Die Zisternen sind meist so angeordnet, dass sie im nordseitig angeschütteten Gelände liegen – also in etwa auf Höhe der Innenräume. Durch diese erhöhte Lage kann das Wasser ohne zusätzliche Pumpe im Gefälle bis in den Innenraum fließen, wo es im sog. „Water Organization Module“ (WOM) aufbereitet wird.
Das WOM besteht aus einer mit Gleichstrom betriebenen Pumpe und einer Reihe von Filtern. Dabei durchläuft nur das Wasser alle Filterstufen, das auch tatsächlich als Trinkwasser verwendet wird. Daher ist jedes Waschbecken mit einem zusätzlichen Hahn für Trinkwasser ausgestattet. Mittels der Pumpe wird das Wasser in einen Druckbehälter gepumpt, der das Hausnetz mit einem Standardwasserdruck versorgt.
Das so aufbereitete Wasser wird für alle Anwendungen im Haushalt verwendet – mit Ausnahme der Toilette. Dort kommt nur bereits einmal verwendetes Wasser aus Waschbecken, Dusche oder Waschmaschine zum Einsatz, das zuvor in Grauwasser-Pflanzbeeten gefiltert wurde.

### Grauwasser

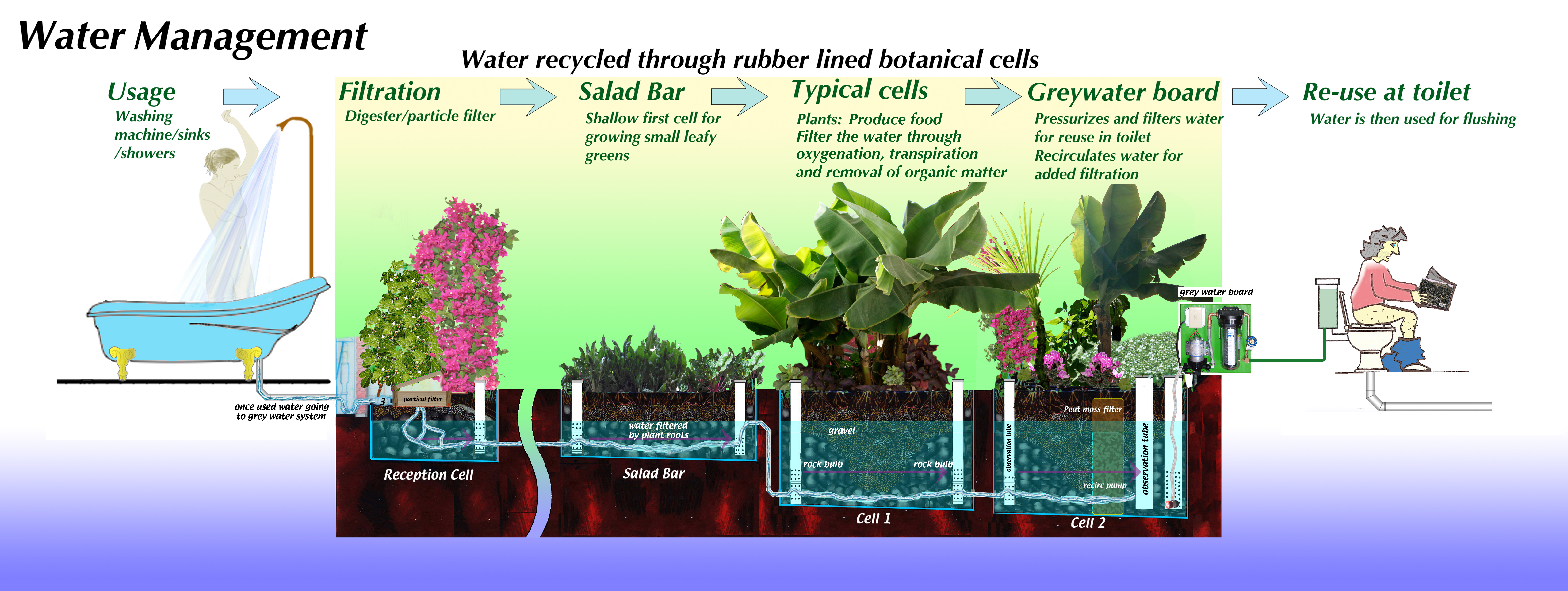
Schnitt durch ein Grauwasser-Pflanzbeet

Als Grauwasser wird bereits verunreinigtes, jedoch nicht mit Fäkalien belastetes Wasser bezeichnet, das nicht mehr als Trinkwasser verwendet werden kann. Diese Verunreinigung besteht i. d. R. aus ungiftigen Stoffen wie Seife, Hautpartikeln oder Haaren. Im Earthship wird es grob von Fett und Feststoffen gefiltert und in bis zu 150 cm tiefe Pflanzbeete geleitet. Diese Beete befinden sich im Innern des Gebäudes direkt unterhalb der verglasten Südfassade. Die Pflanzen dort filtern gemeinsam mit den Kleinstlebewesen im Boden das Wasser und verwenden etwaige Nährstoffe aus z. B. Waschmitteln – wie Phosphate und Stickstoff – für ihr Wachstum. Sie reichern zudem die Raumluft mit Sauerstoff und Wasserdampf an und können im Fall der Pflanzung von Gemüse oder kleinwüchsigen Obstbäumen auch der Nahrungsproduktion dienen.
Erreicht das Grauwasser das Ende des Pflanzbeetes, sammelt es sich in einem Reservoir und wird, nachdem es durch einen weiteren Filter gelaufen ist, für die Spülung der WCs verwendet.

### Schwarzwasser
Nach ersten Versuchen mit Komposttoiletten verwenden nun alle neueren Earthships dieses System mit wassergespülten Standardtoiletten. Das dabei anfallende mit Fäkalien belastete Wasser wird als Schwarzwasser bezeichnet.
Dieses wird nach außen geleitet, wo es in einer isolierten und solarbeheizten Mehrkammer-Klärgrube von anaeroben Bakterien zersetzt wird. Von dort wird es in eine Pflanzenkläranlage geleitet, wo es z. B. für die Bewässerung von Zierpflanzen oder Obstbäumen genutzt werden kann.

### Stromversorgung
Earthships erzeugen ihre gesamte elektrischen Energie durch Photovoltaik und in einigen Fällen durch Kleinwindkraft. Der Strom wird in Akkumulatoren gespeichert, im sog. „Power Organizing Module“ (POM) weiter verteilt und dort – soweit nötig – in Wechselstrom umgewandelt. Idealerweise nutzen die wichtigsten Verbraucher wie Pumpen, Kühlschrank und zumindest einige Lichter Gleichstrom. So bleiben die Grundfunktionen des Hauses auch im Fall eines Wechselrichterausfalls erhalten.
Wechselstrom wird für alle übrigen Anwendungen wie Computer, Internetanbindung oder die Waschmaschine verwendet. Um auch mit relativ wenig Batteriekapazität völlige Autarkie zu erreichen, wird Strom nicht zur Wärmeerzeugung oder Klimatisierung genutzt. Brauchwasser wird stattdessen solar und nur im Fall einer längeren bewölkten Phase durch einen Holzofen oder eine Gastherme erwärmt.

### Lüftung und Klimatisierung
Die meisten Earthships verwenden keine elektrische Lüftung, sondern führen warme Luft einfach über Oberlichter ab. Diese sind meist einfache abgedichtete Klappen, die über einen innen angebrachten Seilzug bedient und mittels eines Gegengewichtes offen gehalten werden können. Durch das Aufsteigen der warmen Luft entsteht ein Kamineffekt, der kühlere Luft durch Fenster oder Erdregister nachführt. So entsteht im Sommer eine ständige leichte Brise und überflüssige Wärme wird abgeführt. Im Winter strömt entweder durch das Erdreich leicht vorgewärmte Luft ins Haus oder die Einströmöffnungen werden während der Wintermonate verschlossen.
Je nach klimatischer Situation und Lüftungsverhalten der Bewohner kann es durch diese Form des Luftaustausches zu Feuchteproblemen kommen, was durch die große Zahl von Pflanzen im Innenraum noch begünstigt wird. Einige Earthships wurden deshalb nachträglich mit einer mechanischen Lüftung mit Wärmerückgewinnung ausgerüstet.